# Amyntas d'Héraclée
Pour les articles homonymes, voir Amyntas.
Amyntas d'Héraclée (en grec ancien Ἀμύντας / Amýntas) est un mathématicien et philosophe platonicien du IVe siècle av. J.-C. originaire d'Héraclée du Pont, disciple de Platon. 
Il est cité par Diogène Laërce à l'article de Platon, où celui-ci est accusé d'avoir plagié Épicharme : Platon semble avoir beaucoup emprunté à Épicharme, dont il a retranscrit de très nombreux passages, d'après Alcimos de Sicile dans son 'Contre Amyntas'.[pertinence contestée] En effet, Alcimos a écrit un ouvrage intitulé Contre Amyntas en 4 livres.

## Sources
- Diogène Laërce, Vies, doctrines et sentences des philosophes illustres, L. III, 19.
- Images de Platon et lectures de ses œuvres, par Ada Babette Neschke-Hentschke et Alexandre Étienne